# Ang Rita
Ang Rita (ur. 27 lipca 1948 w wiosce Thame, zm. 21 września 2020) – nepalski szerpa. Pierwszy człowiek na świecie, który zdobył Mount Everest dziesięciokrotnie. Wspinał się bez butli tlenowych.